# Chen Cailiang
Chen Cailiang (chiń. 陳才亮; ur. 9 lutego 1970) – chiński judoka. Olimpijczyk z Barcelony 1992, gdzie zajął trzynaste miejsce w kategorii 60 kg.
Piąty na mistrzostwach świata w 1991 i siódmy w 1993.

## Letnie Igrzyska Olimpijskie 1992
| Konkurencja      | Walki                  | Walki                    | Walki                 | Klas. końcowa |
| Konkurencja      | 1/16                   | 1/8                      | Repasaże              | Miejsce       |
| ---------------- | ---------------------- | ------------------------ | --------------------- | ------------- |
| waga ekstralekka | Ahmed El-Sayed (EGY) W | Tadanori Koshino (JPN) P | József Wágner (HUN) P | XIII          |